# Czesława Prywer
Czesława Prywer (Czesława Prywer-Lidzbarska) (ur. 25 grudnia 1898 w Sosnowcu, zm. w 1965 w Meksyku) – inżynier rolnik, cytolog roślin i genetyk, adiunkt Wolnej Wszechnicy Polskiej i nauczyciel akademicki Państwowej Szkoły Rolniczej w Chapingo (Meksyk).

## Życiorys
Czesława Prywer ukończyła w Warszawie szkołę średnią, Wyższą Szkołę Ogrodniczą (gdzie studiowała w latach 1916–1918) i Wydział Rolny Szkoły Głównej Gospodarstwa Wiejskiego. W 1925 roku uzyskała stopień inżyniera rolnika. W czasie studiów była członkinią Związku Młodzieży Polskiej „Zet”, jako sanitariuszka uczestniczyła w obronie Lwowa. Dostała się wtedy do niewoli ukraińskiej, z której uciekła. 
Po studiach rozpoczęła pracę w Zakładzie Systematyki i Geografii Roślin Uniwersytetu Warszawskiego, w latach 1930–1939 pracowała w Wolnej Wszechnicy Polskiej, gdzie zajmowała się genetyką i cytologią, pracując na stanowisku adiunkta zakładu botanicznego i genetycznego. Od 1934 roku była Wiceprezesem Zarządu Zrzeszenia Asystentów WWP (Prezesem był Tomasz Piskorski). Prawdopodobnie pod koniec lat 30. obroniła doktorat.
W pierwszych dniach września 1939 roku wstąpiła do Polskiego Czerwonego Krzyża i została sanitariuszką. Z cofającym się Wojskiem Polskim doszła do Lwowa, gdzie została jeńcem radzieckim. Zesłano ją na Ukrainę, gdzie została skierowana do pracy w rolniczym zakładzie doświadczalnym. Pracowała w bardzo trudnych warunkach: w temperaturze –30°C bez ciepłej odzieży. Kierownik działu, w którym pracowała, zainteresował się, czy jeniec Prywer jest powiązana rodzinnie z autorem prac o cytologii buraka cukrowego. Gdy dowiedział się, że to ona, skierował ją do pracy w ocieplanych szklarniach.
Po podpisaniu układu Sikorski–Majski w 1941 roku zgłosiła się ochotniczo do pracy w radzieckim szpitalu wojskowym. Chorowała na tyfus. W 1943 roku zorganizowała wędrowny sierociniec dla dzieci z Polski i doprowadziła go – zgodnie z instrukcjami Rządu Rzeczypospolitej Polskiej na uchodźstwie – do Indii. Ostatecznie uchodźców tych przyjął Meksyk. Czesława Prywer udała się tam ze swymi podopiecznymi. Od 1943 roku pracowała jako robotnica w Rolniczej Stacji Doświadczalnej Santa Rosa koło miasta León w stanie Guanajuato. Wiosną 1945 roku stację tę wizytował minister rolnictwa. Gdy dowiedział się, że Czesława Prywer mówi po hiszpańsku (i w czterech innych językach) oraz jest znanym w świecie naukowcem, natychmiast skierował ją do grona profesorskiego Państwowej Szkoły Rolniczej w Chapingo (obecnie Uniwersytet Autonomiczny w Chapingo) w gminie Texcoco koło miasta Meksyk. Pracowała tam przez wiele lat w katedrze botaniki ogólnej i cytologii jako kierownik laboratorium botanicznego. Została też członkinią Rady Zarządzającej tej uczelni. Na studiach podyplomowych prowadziła zajęcia z cytologii i technik mikroskopowych. Została profesorem botaniki i m.in. dyrektorem Meksykańskiego Programu Rolnego finansowanego przez Fundację Rockefellera. Prowadziła badania m.in. nad cytologią buraka cukrowego oraz znaczeniem poliploidalności przy powstawaniu roślin uprawnych. 
Swój księgozbiór przekazała w testamencie tamtejszej bibliotece uniwersyteckiej, dom – Jadwidze Ingarden, Polce, z którą mieszkała w Meksyku przez 12 lat. Natomiast niewielki majątek rolny, który wcześniej kupiła, przeznaczyła na źródło finansowania stypendium studenckiego. Na terenie tego majątku wybudowano kolonię domów profesorskich jej uczelni. Główna aleja tej kolonii nosi imię Czesławy Prywer. Jej imię nosi jedna z sal kolegium podyplomowego Uniwersytetu Autonomicznego w Chapingo. Jedno z osiedli w Texcoco również nazwano jej imieniem (Circuito Prywer).

## Życie prywatne
Czesława Prywer była córką Mariana i Felicji z Lidzbarskich. W latach 30. wyszła za mąż za p. Wilczyńskiego, który zginął we wrześniu 1939 roku pod gruzami ich domu w Warszawie. Nie mieli dzieci.